# Gabriele Boscetto
Gabriele Boscetto (Como, 25 settembre 1944 – Sanremo, 22 giugno 2021) è stato un politico e avvocato italiano, senatore del Popolo della Libertà.

## Biografia
Dopo aver trascorso la sua giovinezza a Rezzo (IM) si laurea in Giurisprudenza all'Università di Genova ed esercita come avvocato penalista.

### Politica
Dal 1995 al 2001 è stato Presidente della Provincia di Imperia. È stato consigliere comunale a Sanremo dal 2004 al 2009.

#### Senatore
Senatore dal 2001 al 2006 (eletto nel collegio di Sanremo) e dal 2008 al 2013 ed Onorevole dal 2006 al 2008 (eletto nella circoscrizione Liguria), Boscetto è stato vice capogruppo di Forza Italia al Senato dal 2001 al 2006.
Boscetto è relatore nel 2011 del DDL sui rimpatri clandestini approvato il 2/08/11 con 151 sì, 129 no e nessun astenuto. Il provvedimento firmato dal ministro degli Interni Roberto Maroni prevede il rimpatrio dei clandestini, l'allungamento della permanenza nei Cie da 6 a 18 mesi e l'estensione da 5 a 7 giorni del termine entro il quale lo straniero deve lasciare il territorio nazionale su ordine del questore, nel caso non sia stato possibile il trattenimento presso i centri.

## Vita privata
Sposato, in seconde nozze, con Rosalba Nasi, originaria di Mondovì, Presidente della Fondazione Casa di Riposo G. Borea e Istituto Z. Massa di Sanremo e sottoposta agli arresti domiciliari nel gennaio 2012 per un breve periodo, in seguito all'inchiesta sui maltrattamenti agli anziani della Casa di Riposo G. Borea da lei presieduta. La moglie del senatore Boscetto è accusata di non aver denunciato gli abusi e le violenze verso i degenti, presumendo che ne fosse a conoscenza, anche se lei ha sempre dichiarato di non sapere nulla e di non aver mai neanche sospettato niente. In precedenza ella aveva vinto il Premio San Romolo per le opere sociali, assegnatole dal Comune di Sanremo e dalla Famiglia Sanremasca. In data 29 marzo 2019 la Corte di Appello di Genova ha assolto con formula piena Rosalba Nasi "per non aver commesso il fatto".